# Шату
Шату (фр. Chatou) — город во Франции.

## География
Город Шату расположен на севере Франции, в департаменте Ивелин региона Иль-де-Франс, в 10 километрах западнее Парижа, на берегу Сены. Мост через Сену соединяет здесь Ивелин с департаментом О-де-Сен. Административно город входит в кантон Шату округа Сен-Жермен-ан-Ле.

## История
Поселения на месте Шату имелись ещё во времена галлов и римлян. Своё название город получил от латинского Cattus (Кошкин). На французском языке жители Шату называются катувьен (Catoviens). Впервые письменно упомянут при Меровингах в 691 году. В XIV веке принадлежал аббатству Сен-Дени, затем — аристократическому нормандскому роду де Мале (Malet). В XVI столетии перешёл к роду Портейль, а в 1762 году — к Анри-Леонару Бертену, высокопоставленному сановнику Людовика XV по финансовому ведомству. С 1050 года между Шату и Руэйлем через Сену ходил паром, в 1626 здесь был построен мост.
В XIX веке к Шату была проведена ветка железной дороги, соединившей его с Парижем. Городок стал расти, в его окрестностях возводятся многочисленные летние виллы парижских богачей. Во 2-й половине XIX столетия Шатe облюбовали писатели и художники-импрессионисты — Ги де Мопассан, А. Сислей, Б. Моризо, Клод Моне, О. Ренуар. В память о творчестве этих мастеров, остров на Сене близ Шату был назван Островом Импрессионистов. Художники, избравшие для этюдов берег Сены и этот остров, были завсегдатаями находившейся на нём таверны дом Форнуаз, вошедшей в историю импрессионистского движения. В Шату были созданы многие замечательные полотна О. Ренуара, Андре Дерена, Мориса ле Вламинка и других живописцев. Часть этих произведений хранится теперь в крупнейших художественных музеях мира.

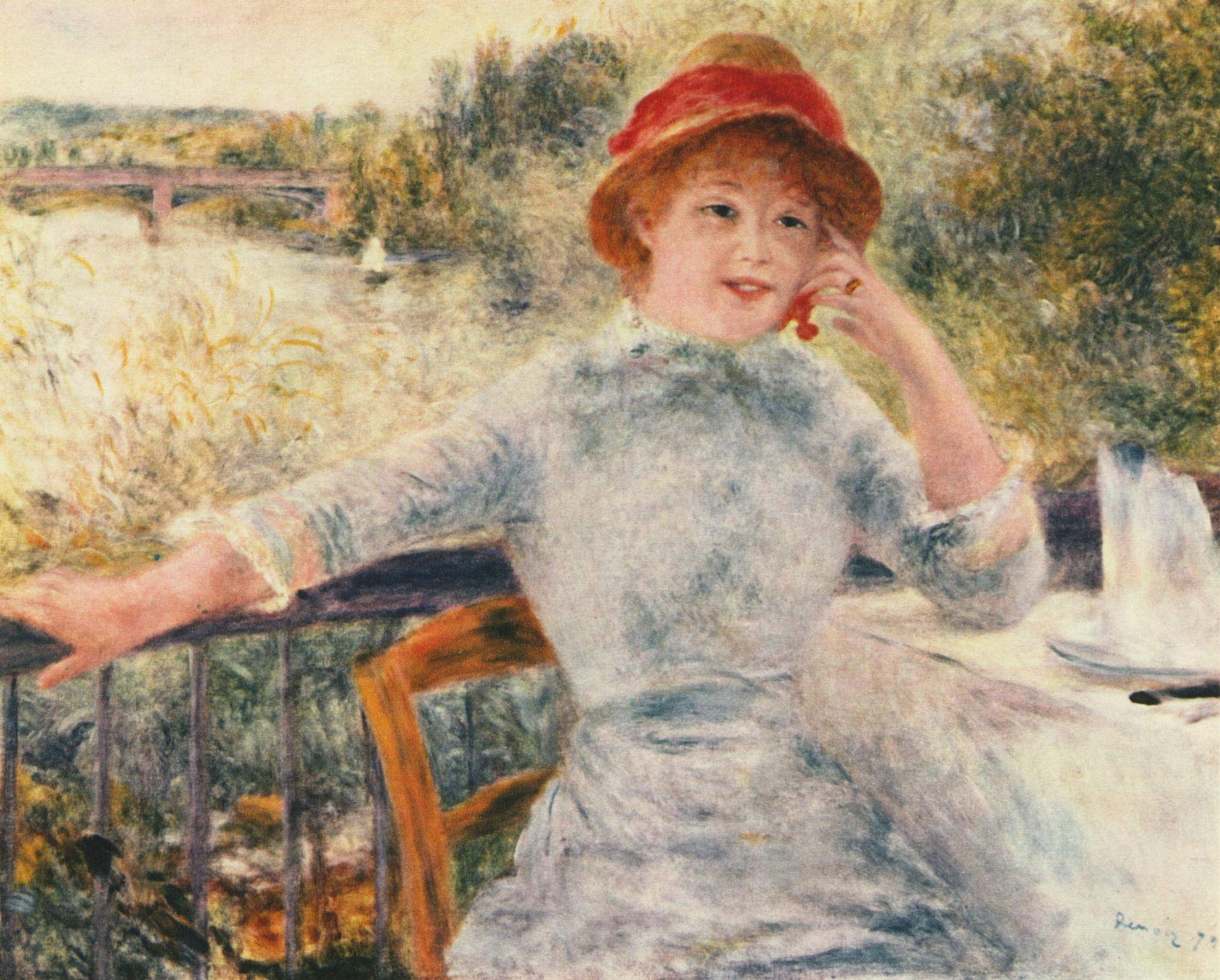
О. Ренуар. Портрет Альфонсины Форнуаз, 1879. (Музей Орсе, Париж)